# 乘槎笔记
《乘槎笔记》是晚清官员斌椿所著日记，记载了其同治五年（1866年）率使团考察欧洲等地的沿途见闻，共两卷，约2万字，为奉命之作，回国旋即进呈皇帝。《乘槎笔记》描写了意大利、法国、荷兰等国的山川地理、政治经济、风土人情等，内容涵盖广泛，对具体如交通工具、城市建筑与布局、社会礼仪、娱乐活动、器具技术、货币制度等方面均有涉及。《乘槎笔记》以第一人称视角直接记载游历观感，语言通俗，出版后，在上层洋务官员群体以及偏远地区小军官中都得以广为传阅。《乘槎笔记》的局限性在于关注点主要停留在器物层面，面对西方各国的现代化，仅考虑到了对西方技术的引进，未涉及制度与文化，没有对东方落后于西方的实质进行探讨与深究。
在当代，《乘槎笔记》可作为研究19世纪60年代西方各国社会状况的第一手资料。